# Франклін Кармайкл
Франклін Кармайкл (англ. Franklin Carmichael; 4 травня, 1890 — 24 жовтня, 1945) — канадський художник і викладач першої половини ХХ ст. Член Групи сімох.

## Життєпис
Народився у місті Орілья (Онтаріо) на півдні Канади. Мав просте походження, його батько виготовляв вози.
У віці двадцять років Франклін Кармайкл прибув у місто Торонто, де влаштувався на навчання у Коледж мистецтв. Серед його вчителів — Джордж Рід та шотландець за походженням Вільям Крукшенк (1848—1822), чудовий пейзажист. Твори Крукшенка, реалістичні, що не втрачали поетичного ставлення до зображеного, помітно вплинули на творчість Франкліна Кармайкла.
У віці двадцять один рік Франклін влаштувався на працю у фірму Grip Ltd, котру заснував Джон Вільсон Бенгуг, художник-карикатурист, з метою друкувати сатиричний журнал. Сатиричний журнал Бенгуга був створений за зразком британського сатиричного журналу «Панч».
Згодом фірма стане дизайнерським центром, куди на працю потяглась ціла низка канадських художників і художників емігрантів. Серед них було декілька тих, що згодом увійдуть у художню канадську «Групу семи». Наймолодшим за віком членом групи став і Франклін Кармайкл.
1915 року Франклін Кармайкл узяв шлюб з пані Адою Ліліан Вент.
Серед художніх починань Франкліна Кармайкла — заснування у 1925 році Товариства канадських художників-акварелістів. Кармайкл і сам серйозно займався аквареллю, а низка його творів, що принесли художнику популярність, виконані саме в техніці акварель. Серед них і акварель «Одиноке озеро», створена художником 1929 року і продана за 330 400 доларів.
Франклін Кармайкл помер у місті Торонто у жовтні 1945 року. Поховання відбулося на батьківщині художника у місті Орілья (Онтаріо).

## Обрані твори (галерея)

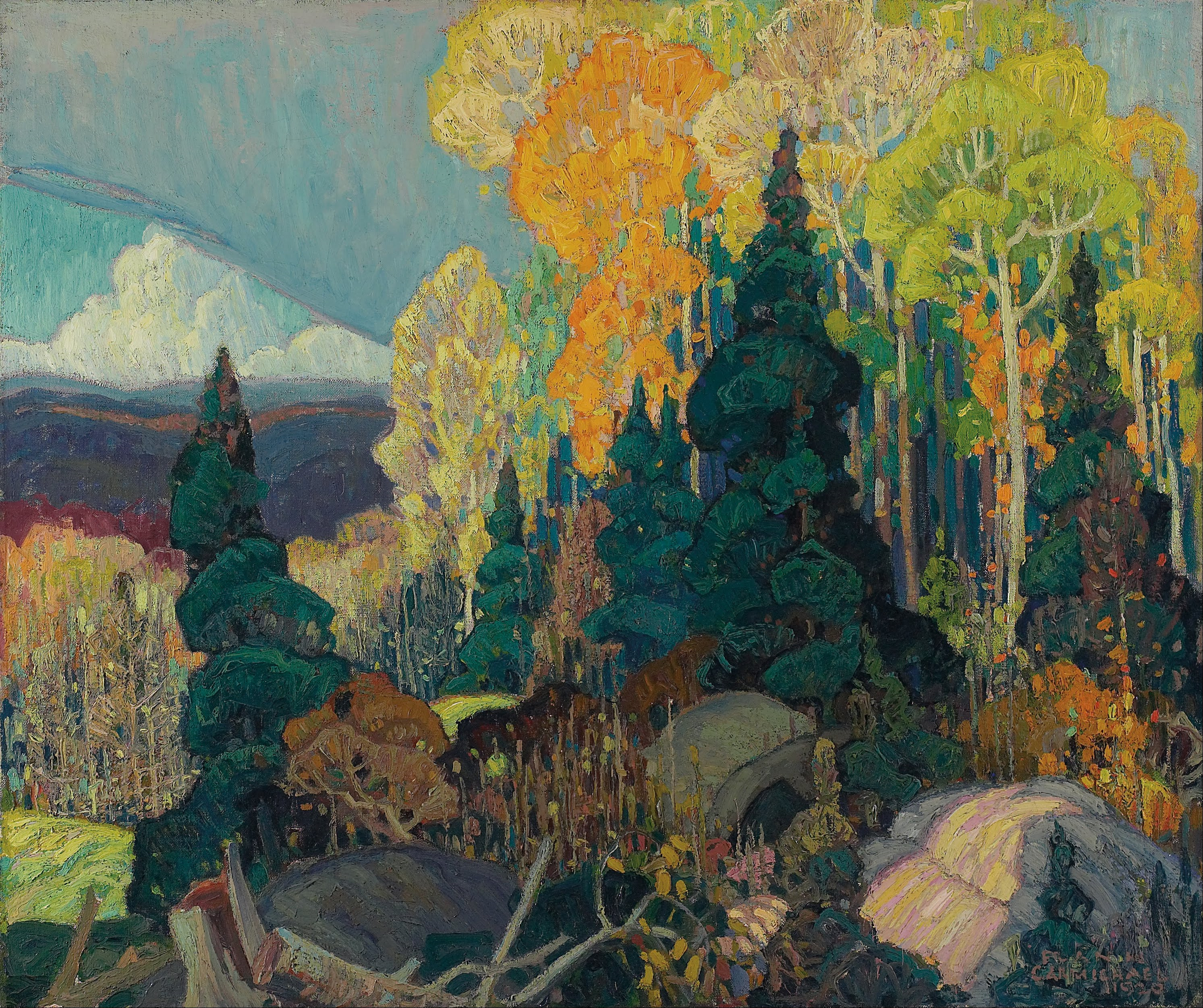
Франклін Кармайкл. «Осіннє узгір'я», 1920 р., олія
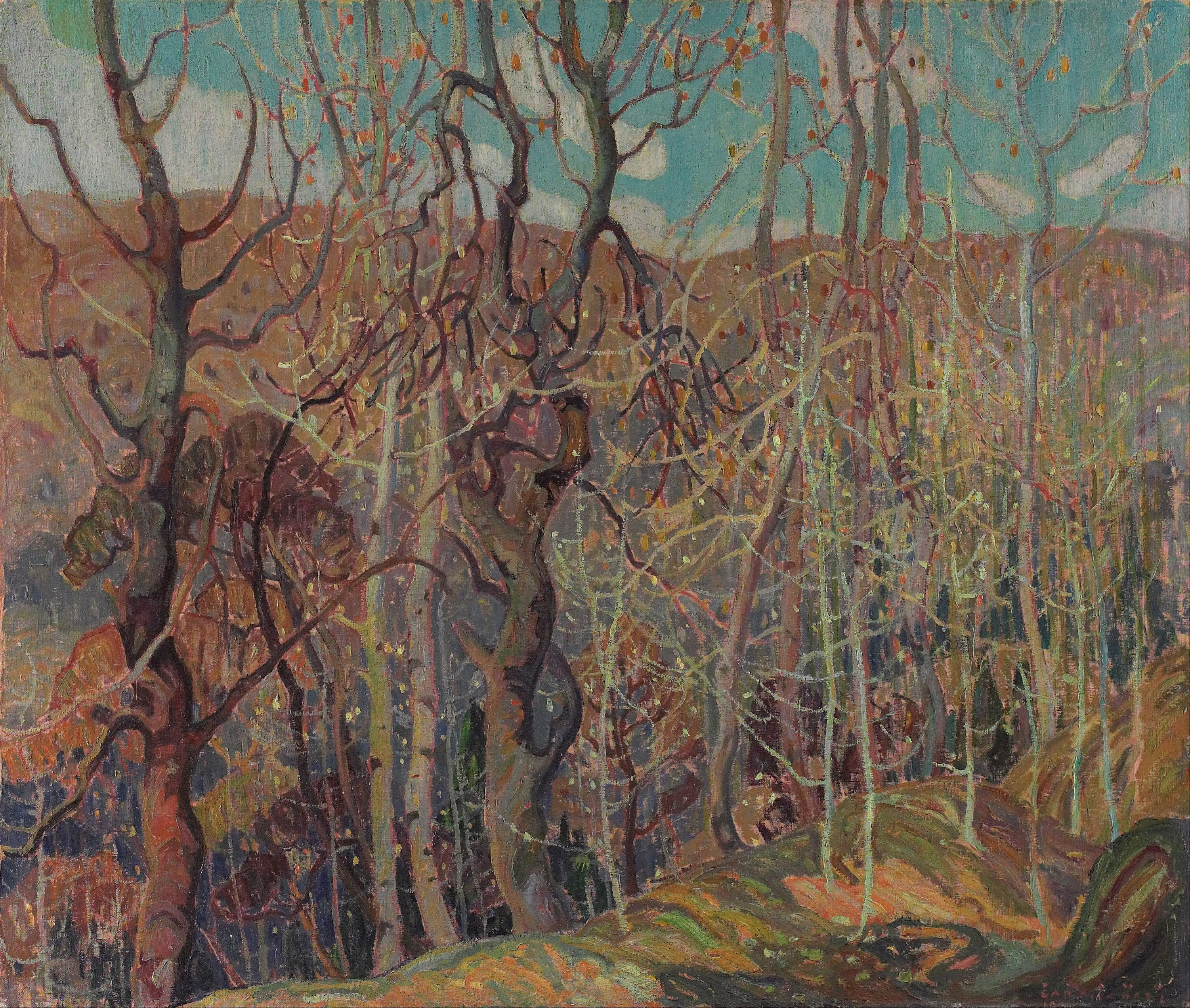
Франклін Кармайкл. «Сріблясте плетиво», 1921 р., олія
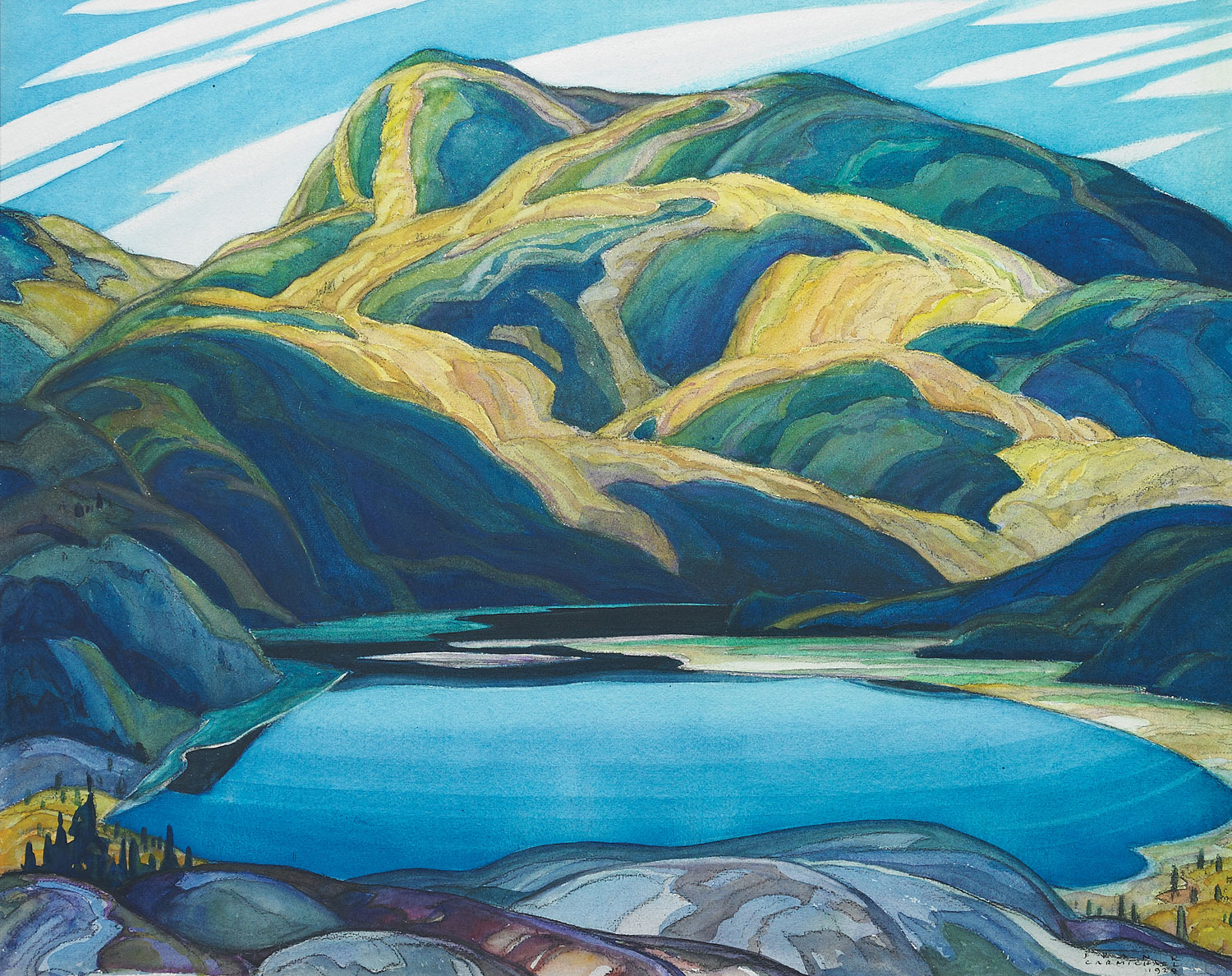
Франклін Кармайкл. «Самотнє озеро», 1929 р., акварель
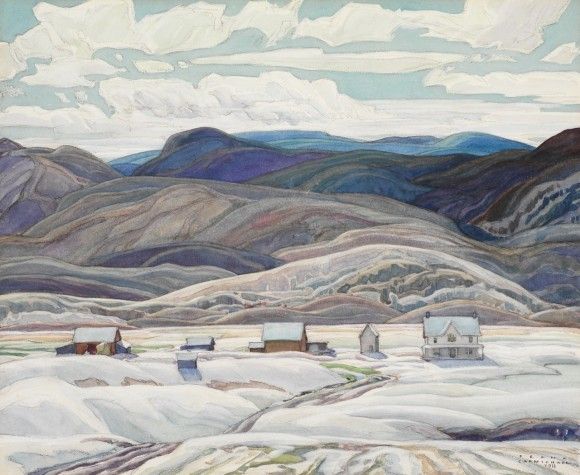
Франклін Кармайкл. «Ферма Біссет», 1933 р.